# نظام اسطوانة-رأس-قطاع
نظام اسطوانة - رأس - قطاع (بالإنجليزية: Cylinder-head-sector CHS)‏ هي طريقة لاعطاء عنوان لكل جزء حقيقي (مادي) من القرص الصلب والمسمى Block ويوجد به بيانات. يشبه ذلك طريقة اعطاء عنوان على القرص المرن floppy القديم ولكن تختلف السعة للبيانات

## تعريف

شكل 1 : معمارية القرص الصلب
مسار a- Track
, قطاع b- Geometrical sector
, قطاع مسار c- Track sector
, كلستر d- عنقود البيانات (كلستر)

طريقة العنونة addressing بنظام اسطوانة-رأس-قطاع هي عملية تعريف مجموعة من القطاعات sectors منفردة على القرص عن طريق موقعهم على المسار Track، والمسار يتم معرفته بواسطة رقم الرأس Head و الاسطوانة Cylinder .

### القطاع
(بالإنجليزية: sector)‏ في القرص المرن والأقراص المتحكمة الأخرى يستخدمون قطاع بحجم حقيقي (مادي Physical) 128 أو 256 أو 512 أو 1024 بايت (كما في أجهزة الحاسب PC AX الخاصة بـ آي بي أم على سبيل المثال)، حتى أصبح الحجم المهيمن هو 512 بايت بحلول الثمانينيات .

### مسار
(بالإنجليزية: Track)‏

### اسطوانة
(بالإنجليزية: Cylinder)‏

### رأس
(بالإنجليزية: Head)‏

### البلوك والكلستر
(بالإنجليزية: Block وCluster)‏ ويعرف هذين المصطلحين المجتمعات المستخدمة لنظام التشغيل يونكس ومساوي يونكس مثل لينكس وغيره من انظمة التشغيل المشابهة unix-like يعني المصطلح بلوك Block واحد أو أكثر من القطاعات Sectors ، فعلى سبيل المثال فإن البرنامج الخدمي اف ديسك fdisk (ويطلق عليه أمر) كان قبل الإصدار رقم 2.25، يظهر حجم القسم بحجم 1024 بايت كبلوكات Blocks .
المصطلح كلستر Cluster هو وحدة توزيع الحصص من البيانات allocation unit على نظم الملفات المختلفة (مثل نظام ملفات فات FAT، ونظام ملفات إن تي إف إس) NTFS حيث تتكون البيانات من ملفات، لاحظ أن الكلستر يمكن أن يكون بدايته عند قطاع في نهاية اسطوانة-رأس-قطاع CHS معين ونهايته عند قطاع في CHS التالي .

## طريقة التحول من CHS إلى LBA والعكس
المقال الرئيسي نظام العنونة بطريقة البلوك الافتراضي
يسمى ذلك بالإنجليزية CHS to LBA mapping

## وصلات خارجية
- نسخ احتياطي واصلاح واسترجاع بيانات للقرص الصلب

## مذكرات وهوامش
1.^This rule is true at least for all formats where the physical sectors are named 1 upwards. However, there are a few odd floppy formats (e.g., the 640 سابقة ثنائية format used by BBC Master 512 with DOS Plus 2.1), where the first sector in a track is named "0" not "1".
2.^While computers begin counting at 0, DOS would begin counting at 1. In order to do this, DOS would add a 1 to the head count before displaying it on the screen. However, instead of converting the 8-bit unsigned integer to a larger size (such as a 16-bit integer) first, DOS just added the 1. This would طفح عدد صحيح a head count of 255 (0xFF) into 0 (0x100 & 0xFF = 0x00) instead of the 256 that would be expected. This was fixed with DOS 8, but by then, it had become a حكم الأمر الواقع standard to not use a head value of 255.